# Liste des stations du métro d'Almaty

Liste des stations de métro d'Almaty en russe

Liste alphabétique des stations du métro d'Almaty au Kazakhstan.
L'ouverture du premier tronçon est a eu lieu 16 décembre 2011
- Haut – A
- B
- C
- D
- E
- F
- G
- H
- I
- J
- K
- L
- M
- N
- O
- P
- Q
- R
- S
- T
- U
- V
- W
- X
- Y
- Z

## A

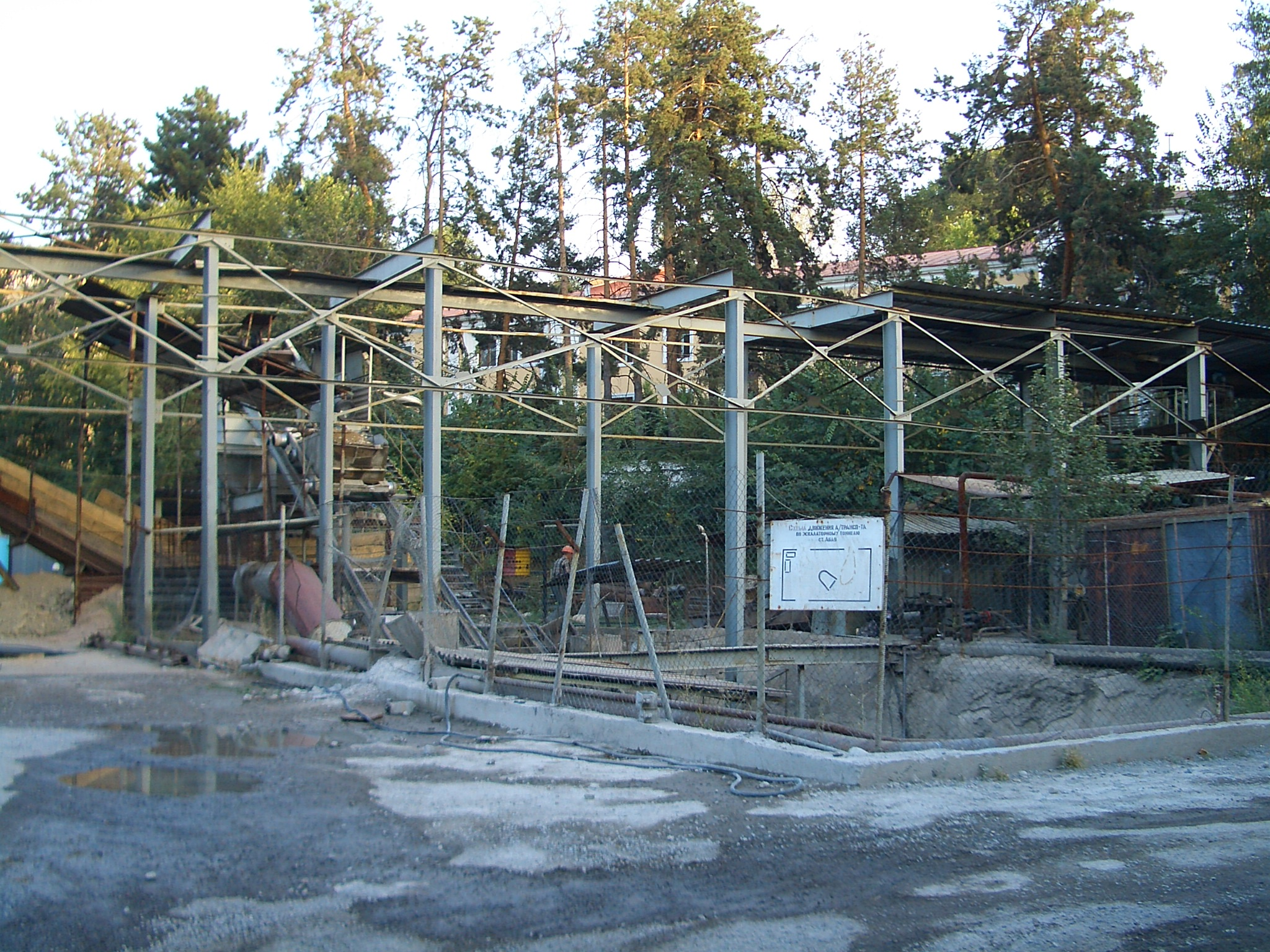
Station Abaï en septembre 2007

| Station          | Ligne(s) |
| ---------------- | -------- |
| Abaï (Абай)      | Ligne 1  |
| Alataou (Алатау) | Ligne 1  |
| Almaly (Алмалы)  | Ligne 1  |

## B
| Station                                  | Ligne(s) |
| ---------------------------------------- | -------- |
| Baïkonour (Байконур)                     | Ligne 1  |
| Baouyrjan Momychouly (Бауыржан Момушылы) | Ligne 1  |

## J
| Station                 | Ligne(s) |
| ----------------------- | -------- |
| Jibek Joly (Жибек Жолы) | Ligne 1  |

## M
| Station          | Ligne(s) |
| ---------------- | -------- |
| Mäskeou (Москва) | Ligne 1  |

## R
| Station                         | Ligne(s) |
| ------------------------------- | -------- |
| Raïymbek batyr (Райымбек батыр) | Ligne 1  |

## S
| Station             | Ligne(s) |
| ------------------- | -------- |
| Saryarka (Сарыарка) | Ligne 1  |
| Sayran (Сайран)     | Ligne 1  |

## T
| Station                                                         | Ligne(s) |
| --------------------------------------------------------------- | -------- |
| Moukhtar Äouezov atyndaghy teatry (Театр имени Мухтара Ауэзова) | Ligne 1  |

Le nom en alphabet cyrillique est indiqué entre parenthèses.